# Koma (optyka)

Powstawanie komy

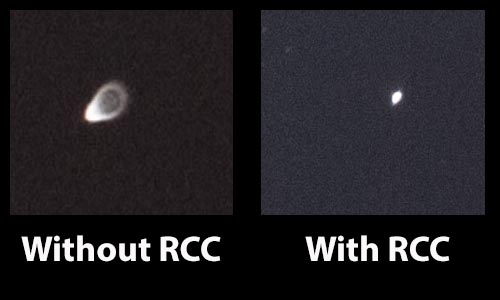
Koma na obrazie z teleskopu newtonowskiego bez korekty (z lewej) oraz z zastosowaniem korektora komy Baadera RCC

Koma, aberracja komatyczna – wada optyczna, układów optycznych, polegająca na tym, że wiązka promieni świetlnych wychodząca z punktu położonego poza osią optyczną tworzy, po przejściu przez układ, plamkę w kształcie przecinka lub komety.
Stopień zniekształcenia jest tym większy im dalej od osi optycznej układu znajduje się źródło światła. Komę koryguje się przez budowanie zespołów soczewek. Obiektyw lub układ optyczny wolny od komy i aberacji sferycznej nazywa się aplanatem.
Koma wynika z konstrukcji układu optycznego, może być też wywołana niecentrycznym ustawieniem powierzchni soczewek lub zwierciadeł. Dla przykładu koma jest typowym zniekształceniem w przypadku zwierciadła parabolicznego.
Gdy w prostym układzie optycznym pozbawionym innych aberracji optycznych, pod kątem do osi optycznej, pada wiązka równoległych promieni, to dwa promienie świetlne padające na soczewkę w takiej samej odległości od osi optycznej i po przeciwnych stronach, skupiają się w płaszczyźnie ogniska w tym samym punkcie. Odległość punktu skupienia tych promieni od promienia przechodzącego przez oś optyczną soczewki jest proporcjonalna do kwadratu odległości padania promienia na oś optyczną soczewki i zależy od kąta padania wiązki.